# 쐐기개복치

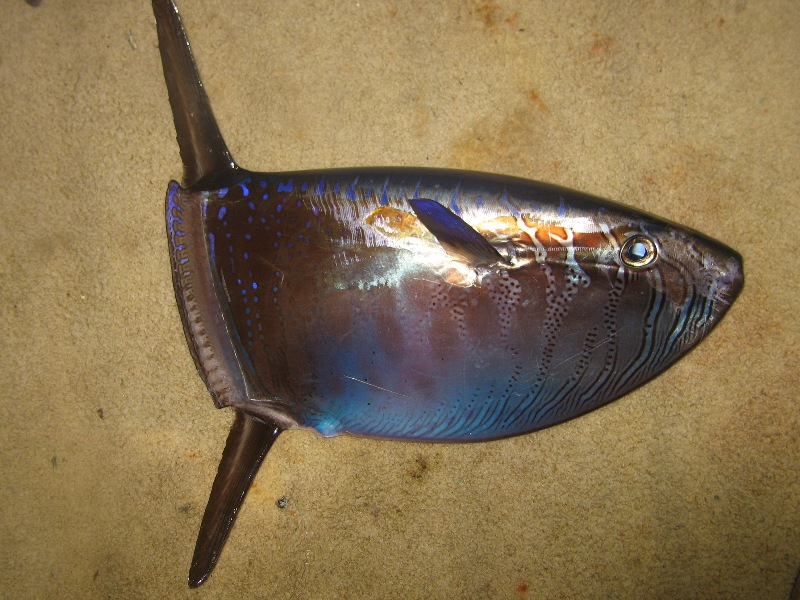

쐐기개복치(학명:Ranzania laevis)는 복어목 개복치과에 속하는 물고기이다. 몸길이는 1m로서 대형물고기에 속한다.

## 특징과 먹이
쐐기개복치는 다른 개복치에 비해 은색의 몸에서 아름다운 줄무늬를 가진 것이 특징인 어류이다. 쐐기개복치의 줄무늬는 배지느러미와 등지느러미를 제외한 몸의 전체를 푸른색으로 덮고 있으며 눈동자도 푸른색을 띄고 있는 것이 특징이다. 줄무늬의 경우는 머리에서 가슴지느러미의 부근까지는 검은 줄이 포함된 옅은 푸른색의 줄무늬지만 가슴지느러미부터 꼬리지느러미까지는 선명한 푸른색의 점을 가진 무늬가 나타난다. 매우 느리게 움직이는 물고기로서 꼬리지느러미는 퇴화되어 일부만 남아 있다. 몸은 긴 타원형이며 납작하고 뒤끝은 사다리형이다. 또한 남호주에서 좌초된 전적이 있는 물고기이기도 하다. 먹이로는 멸치, 정어리, 청어와 같은 작은 물고기, 부유성 갑각류와 해파리를 주로 먹는 육식성물고기에 속한다.

## 서식지
쐐기개복치의 서식지는 태평양, 대서양, 인도양의 온대 및 열대의 해역에 광범위하게 서식하는 물고기이며 대한민국의 남해에서도 서식이 확인되는 종이기도 하다. 수심 10~150m의 원양이나 연안에서 주로 서식하는 표해수대의 어류이다.

## 같이 보기
- 복어목
- 개복치과